# Кашан (Франция)
Кашан (на френски: Cachan) е град в северна Франция, административен център на кантона Кашан в департамента Вал дьо Марн на регион Ил дьо Франс. Населението му е около 30 000 души (2015).
Разположен е на 45 метра надморска височина в Парижкия басейн, на 8 километра южно от центъра на Париж. Селището първоначално е махала на Акрьой, но през XIX век се развива като предградие на Париж и през 1922 година е обособено като самостоятелна община.

## Известни личности
Починали в Кашан
- Жак Камбри (1749 – 1807), етнограф